# スリー・マハー菩提樹

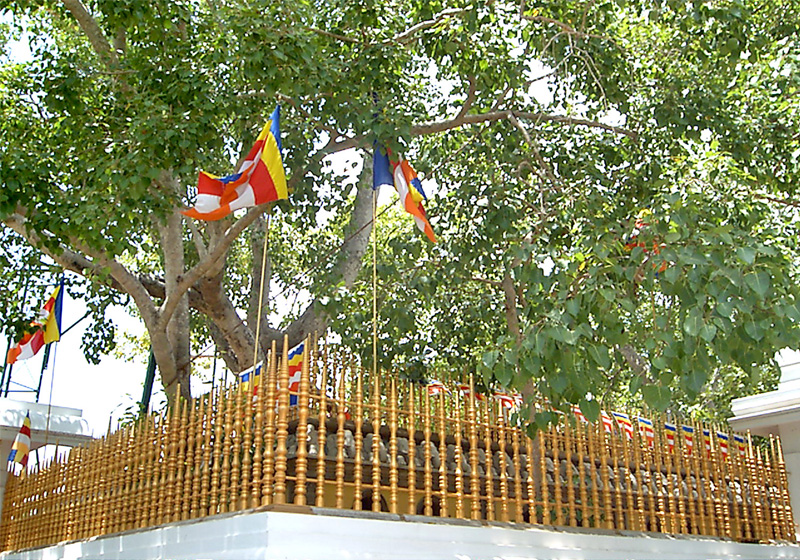
スリー・マハー菩提樹

スリー・マハー菩提樹（Sri Maha Bodhi）はスリランカ北中部州アヌラーダプラに位置するインドボダイジュ。
紀元前3世紀に当時インドで栄えていたマウリヤ朝アショーカ王の娘、サンガミッター長老尼がゴータマ・ブッダの菩提樹の南枝を運び、デーヴァーナンピヤ・ティッサ王が当時の首都であったこのアヌラーダプラに植樹したと伝えられる。伝承によれば紀元前288年に植樹されたことになり、人間の手により植樹された樹木では最古のものである。
現在は野生動物からの保護のために石台や鉄柵によって取り囲まれている。